# Joe Haldeman
Joe Haldeman és un escriptor estatunidenc de ciència-ficció. Actualment és professor al Writing Program de l'Institut Tecnològic de Massachusetts, a Boston.
Llicenciat en Astronomia i Física a la Universitat de Maryland, va obtenir el màster en Escriptura Creativa a la Universitat d'Iowa. Veterà de la guerra de Vietnam, condecorat amb el Purple Heart. Va ser president de la Science Fiction Writers of America (1992-1994). Les seves obres més conegudes són La guerra interminable (1975) –novel·la que va obtenir els premi Hugo, Nebula i Locus, i traslladada al còmic amb il·lustracions de Markvano (Mark van Oppen)–, i Paz interminable (1997), novel·la que, sense ser continuació, explora sobre el tema de la guerra i les noves tecnologies, especialment, la nanotecnologia. Ha publicat dues antologies que recullen gairebé la totalitat dels seus relats curts, Sueños infinitos (1978) i None So Blind (1996); en aquesta última s'inclouen els relats «Graves» (premis Locus, Nebula i Mundial de Fantasia de 1993) i «None So Blind» (premis Hugo i Locus de 1995). Mundos (1981), Mundos Aparte (1984) i Worlds Enough and Time (1992) componen la trilogia, centrada en les peripècies d'una protagonista femenina, sobre el futur de la civilització després de la Tercera Guerra Mundial. També ha escrit dues novel·les per a la sèrie televisiva Star Trek: Planet of Judgement (1977) i World Without End (1979).
Ha guanyat en dues ocasions el premi Rhysling, premi a la millor poesia de ciència-ficció, el 1984 amb «Saul's Death» i el 1990 amb «Eighteen Years Old, October Eleventh».